# La Fare-les-Oliviers
La Fare-les-Oliviers là một xã ở tỉnh Bouches-du-Rhône, thuộc vùng Provence-Alpes-Côte d’Azur ở miền nam nước Pháp.